# Municipio de Pleasant Valley (condado de Gregory)
El municipio de Pleasant Valley (en inglés: Pleasant Valley Township) es un municipio ubicado en el condado de Gregory en el estado estadounidense de Dakota del Sur. En el año 2010 tenía una población de 145 habitantes y una densidad poblacional de 1,54 personas por km².

## Geografía
El municipio de Pleasant Valley se encuentra ubicado en las coordenadas 43°2′45″N 99°0′25″O / 43.04583, -99.00694. Según la Oficina del Censo de los Estados Unidos, el municipio tiene una superficie total de 94.2 km², de la cual 94,16 km² corresponden a tierra firme y (0,04 %) 0,04 km² es agua.

## Demografía
Según el censo de 2010, había 145 personas residiendo en el municipio de Pleasant Valley. La densidad de población era de 1,54 hab./km². De los 145 habitantes, el municipio de Pleasant Valley estaba compuesto por el 57,93 % blancos, el 40 % eran amerindios y el 2,07 % eran de una mezcla de razas. Del total de la población el 0 % eran hispanos o latinos de cualquier raza.